# 阿罗斯德奈
阿罗斯德奈（法語：Arros-de-Nay，法語發音：[aʁɔs də naj]，意为“奈镇的阿罗斯”）是法国大西洋比利牛斯省的一个市镇，位于该省东部，属于波城区。

## 地理
阿罗斯德奈（43°11'58"N, 0°17'12"W）面积13.47 平方千米，位于法国新阿基坦大区大西洋比利牛斯省，该省份为法国东南部省份，涵盖了贝阿恩与北巴斯克，西临大西洋比斯開灣，北至朗德省，东北接热尔省，东临上比利牛斯省，南与西班牙接壤。
与阿罗斯德奈接壤的市镇（或旧市镇、城区）包括：上博斯达罗斯、阿松、博德雷克斯、博埃伊-伯赞、博斯达罗斯、布尔代特、布鲁日-卡比斯-米法热、奈镇、圣阿比。

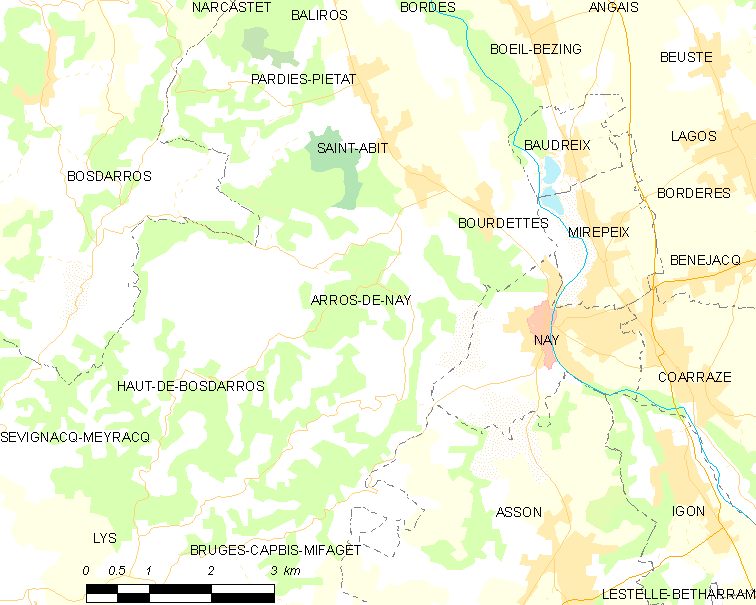
阿罗斯德奈的OSM定位图

阿罗斯德奈的时区为UTC+01:00、UTC+02:00（夏令时）。

## 行政
阿罗斯德奈的邮政编码为64800，INSEE市镇编码为64054。

## 政治
阿罗斯德奈所属的省级选区为乌佐姆河、激流与内兹河岸县。

## 人口

1962-2008年间阿罗斯德奈人口变化图示

阿罗斯德奈于2022年1月1日时的人口数量为816人。